# Anyway, I'm Falling in Love with You.
Anyway, I'm Falling in Love with You. (どうせ、恋してしまうんだ。, Dōse, Koishite Shimaunda.) est un manga écrit et dessiné par Haruka Mitsui (ja). Il est prépublié depuis novembre 2020 dans le magazine Nakayoshi et est compilé en 10 volumes reliés en janvier 2025. La version française du manga est éditée par Pika Édition depuis février 2025.
Une adaptation en série télévisée d'animation par le studio Typhoon Graphics (en) est diffusée depuis le 10 janvier 2025.

## Synopsis
1er juillet 2020. Mizuho, lycéenne en deuxième année, fête ses 17 ans mais passe le pire anniversaire de sa vie. Elle rate l'occasion de se rapprocher d’un élève plus âgé qu'elle admire et ses parents ont oublié que c'était son anniversaire. Pire encore, une nouvelle maladie infectieuse inconnue fait son apparition, si bien que tous les tournois de son club et toutes les sorties scolaires ont été annulés. Elle est convaincue qu'elle n'aura jamais la jeunesse éblouissante dont elle a toujours rêvé... quand son ami d'enfance, Kizuki, lui déclare soudain sa flamme !

## Personnages
Mizuho Nishino (西野 水帆, Nishino Mizuho)
Voix japonaise : Sakura Shinfuku (ja)
Kizuki Hazawa (羽沢 輝月, Hazawa Kizuki)
Voix japonaise : Kazuki Ura (en)
Shin Kashiwagi (柏木 深, Kashiwagi Shin)
Voix japonaise : Sion Yoshitaka (ja)
Airu Izumi (和泉 藍, Izumi Airu)
Voix japonaise : Shōya Chiba (en)
Shugo Hoshikawa (星川 周吾, Hoshikawa Shūgo)
Voix japonaise : Satoshi Inomata
Ryōsuke Saitō (斉藤 涼介, Saitō Ryōsuke)
Voix japonaise : Yūto Uemura (en)
Chika Kurashiki (倉敷 千夏, Kurashiki Chika)
Voix japonaise : Azusa Tadokoro (en)
Tōgo Hoshikawa (星川 透吾, Hoshikawa Tōgo)
Voix japonaise : Yūichirō Umehara
Manami Shiraishi (白石 真波, Shiraishi Manami)
Voix japonaise : Kaori Nazuka

## Manga
Anyway, I'm Falling in Love with You est prépublié dans le magazine Nakayoshi depuis novembre 2020. La série est compilée en volumes reliés par Kōdansha. Le premier tome est paru le 12 mars 2021 au Japon. Le 10 janvier 2025, le dixième tome de la série est publié.
L'édition française de la série est annoncée par Pika Édition en octobre 2024. Le premier tome paraîtra le 5 février 2025.

### Liste des volumes
| no | Japonais         | Japonais          | Français       | Français          |
| no | Date de sortie   | ISBN              | Date de sortie | ISBN              |
| --- | ---------------- | ----------------- | -------------- | ----------------- |
| 1 | 12 mars 2021     | 978-4-06-522664-3 | 5 février 2025 | 978-2-8116-6869-3 |
| Liste des chapitres : - Episode 1 : 2020 - Episode 2 : Le jour où j'ai embrassé mon ami d'enfance... (幼なじみとキスしたら) - Episode 3 : Je resterai auprès de toi (そばにいるよ) - Episode 4 : Un été inoubliable (忘れられない夏) |                  |                   |                |                   |
| 2 | 13 juillet 2021  | 978-4-06-524090-8 | 2 avril 2025   | 978-2-8116-9806-5 |
| Liste des chapitres : - Episode 5 : (微熱少女) - Episode 6 : (秘密) - Episode 7 : (あの時から) - Episode 8 : (花火を見た日) |                  |                   |                |                   |
| 3 | 12 novembre 2021 | 978-4-06-525900-9 |                |                   |
| Liste des chapitres : - Episode 9 : (プールサイド) - Episode 10 : (友だち) - Episode 11 : (めざめた朝) - Episode 12 : (告白) |                  |                   |                |                   |
| 4 | 13 avril 2020    | 978-4-06-527551-1 |                |                   |
| Liste des chapitres : - Episode 13 : (新しい季節) - Episode 14 : (ライバル) - Episode 15 : (３人デート) - Episode 16 : (勇気) |                  |                   |                |                   |
| 5 | 12 août 2020     | 978-4-06-528485-8 |                |                   |
| Liste des chapitres : - Episode 17 : (青春の証) - Episode 18 : (片想いの法則) - Episode 19 : (とどかぬ想い) - Episode 20 : (雨がやんだら)                                                                                            |                  |                   |                |                   |
| 6 | 13 mars 2023     | 978-4-06-530836-3 |                |                   |
| Liste des chapitres : - Episode 21 : (２０２０年９月２６日 ２２時５３) - Episode 22 : (放課後のふたり) - Episode 23 : (秘密の場所) - Episode 24 : (夢のつづき)                                                                       |                  |                   |                |                   |
| 7 | 13 octobre 2023  | 978-4-06-533178-1 |                |                   |
| Liste des chapitres : - Episode 25 : (１０年後の花火) - Episode 26 : (聖夜) - Episode 27 : (雪とキス) - Episode 28 : (恋のかたち) |                  |                   |                |                   |
| 8 | 13 mars 2024     | 978-4-06-534969-4 |                |                   |
| Liste des chapitres : - Episode 29 : (もうひとつの恋) - Episode 30 : (告白) - Episode 31 : (夜明け) - Episode 32 : (もう一度) |                  |                   |                |                   |
| 9 | 9 août 2024      | 978-4-06-536623-3 |                |                   |
| Liste des chapitres : - Episode 33 : (キセキ) - Episode 34 : (卒業) - Episode 35 : (Happy Birthday) - Episode 36 : (消えない思い) |                  |                   |                |                   |
| 10 | 10 janvier 2025  | 978-4-06-538117-5 |                |                   |
| Liste des chapitres : - Episode 37 : (ずっと好きだった。) - Episode 38 : (水の中の心) - Episode 39 : (後悔したくない) - Episode 40 : (宣言)                                                                                          |                  |                   |                |                   |

## Anime
L'adaptation animée de la série est annoncée en février 2024 par Kōdansha. La série est animée par Typhoon Graphics (en) et réalisée par Junichi Yamamoto, avec Yū Murai et Nagisa Nario au scénario, Io Shiiba au character design et Keiji Inai (en) à la composition musicale. L'opening de l'anime est Make it Count par INI. L'ending est Negaigoto (願いごと) par Marcy. Il est diffusé à partir du 10 janvier 2025 sur TBS et BS11 au Japon. En France, l'anime est diffusé sur Crunchyroll.

### Liste des épisodes
| No | Titre en français              | Titre japonais | Titre japonais    | Date de 1re diffusion |
| No | Titre en français              | Kanji          | Rōmaji            | Date de 1re diffusion |
| -- | ------------------------------ | -------------- | ----------------- | --------------------- |
| 1  | La pire journée d'anniversaire | 最悪の誕生日   | Saiaku no Tanjōbi | 10 janvier 2025       |
| 2  | Je resterai à tes côtés        | そばにいるよ   | Soba ni Iru yo    | 17 janvier 2025       |